# Kémek krémje
A Kémek krémje (eredeti címe: Double Zéro) 2004-es francia kémfilm paródia. Rendezője Gérard Pirès.

## Cselekménye
A Kaukázusban, Novorosszijk közelében, az erdőben az oroszok el akarnak adni egy M-51 atomrakétát. Azonban fizetés helyett rakétavetőkkel lelövik őket. A bal mellén tetoválást viselő néger női merénylő egy J-15 feliratú zászlót hagy a helyszínen.
A francia titkosszolgálat gondban van emiatt. A dolog veszélyessége okán profi kémek helyett két kellően bamba civilt szereznek, akik vállalják a feladatot és rövid kiképzés után életveszélyes akcióba lépnek. 
A topmodelleket alkalmazó ellenség ellen eredményesen fellépnek, bár Jamaikába is el kell utazniuk.

## Szereposztás
- Éric Judor : Benoît "Ben" Rivière
- Ramzy Bedia : William "Will" Le Sauvage
- Édouard Baer : le Mâle
- Georgianna Robertson : Natty Dreads
- François Chattot : Bob d'Auckland
- Li Hszin : Miss Dan
- Nino Kirtadze : Maman Mâle
- François Berland : Papa Mâle
- Nicky Marbot : Robinson
- Rossy de Palma : Le Monocle
- Lionel Abelanski : Système D
- Inna Zobova : Alexandrie Bogdanova
- Elena Soldatova : Alexandra Bogdanova
- Didier Flamand : Pierre de Franqueville
- Bernard Bloch : Fosse alezredes
- Zanna Daskova : Body 1
- Kristina Tsirekidze : Body 2
- Christophe Odent : Général Boucher
- Patrick Vo : Frère de Miss Dan

## A film előzménye
A film előzménye az észak-amerikai Kémek, mint mi című 1985-ös kémfilm paródia, aminek rendezője John Landis, főszereplői Chevy Chase és Dan Aykroyd voltak.

## Érdekesség
A magyar szinkronban a szereplők Speier Dávid zseniális fordításának köszönhetően végig rímekben beszélnek, ami nagyban hozzájárul a film humorához.

## Idézetek a filmből
- Ha nem lesz meg a bomba, akkor leszünk gondba'
- Ilyen esetekben axióma, hogy az én embereim lépnek akcióba.
- Csinálunk pár erőnléti tesztet és amelyikük gyengébb, az vesztett.

## Fordítás
Ez a szócikk részben vagy egészben  a   Double Zéro című francia Wikipédia-szócikk fordításán alapul.  Az eredeti cikk szerkesztőit annak laptörténete sorolja fel. Ez a jelzés csupán a megfogalmazás eredetét és a szerzői jogokat jelzi, nem szolgál a cikkben szereplő információk forrásmegjelöléseként.